# 永巷令
永巷令，中国古代的一个官职。在汉朝，永巷令主要有两种，一种是少府下属的职官，为服务皇帝之官，另一种是詹事下属的职官，为服务皇后之官，负责职掌皇室家事，由宦官充任。